# Бродячие актрисы, переодевающиеся в амбаре
«Бродячие актрисы, переодевающиеся в амбаре» (англ. Strolling Actresses Dressing in a Barn) — картина британского художника Уильяма Хогарта, написанная в 1738 году, которая была воспроизведена в виде одноимённой гравюры и выпущена вместе с циклом «Четыре времени дня» в виде набора из пяти композиций в том же году.

## История создания и описание
В работе изображена труппа актрис, готовящихся к своему последнему выступлению перед роспуском труппы в результате принятия Акта о лицензировании 1737 года. Введенный в действие как реакция на «Оперу нищего» (1728) Джона Гея, которая связала Роберта Уолпола с печально известным преступником Джонатаном Уайлдом, Акт о лицензировании сделал обязательным одобрение новых пьес лордом-камергером и, что ещё важнее для изображенных персонажей, закрыл все непатентованные театры. Большая часть картины была завершена до принятия Акта в 1737 году, но его принятие в качестве закона не стало неожиданностью, и Хогарту потребовалось совсем немного времени, чтобы вставить ссылку на сам Акт в картину.
Хотя это и не часть цикла «Четыре времени дня», похоже, что Хогарт изначально намеревался продать все пять гравюр вместе: «Странствующие актрисы» дополняли «Четыре времени» так же, как «Саутуоркская ярмарка» сделала это с «Похождениями повесы». В то время как персонажи «Четырёх времён» играют свои роли, не осознавая этого, компания в этой картине полностью осознает разницу между реальностью их жизни и ролями, которые им предстоит сыграть. Некоторые из богинь, изображаемых обитателями сцен в «Четырех времени дня», воспроизведены здесь как персонажи в предстоящей пьесе.
Труппа готовится к спектаклю «Дьявол, который заплатит на небесах», вымыслу, который, вероятно, был задуман как сатира на мистерии, которые находились под жестким контролем церкви. Хогарт на каждом шагу противопоставляет роли богов и богинь, которые появляются в пьесе, реальности смертных. Дырявый, продуваемый сквозняками амбар символизирует небеса, в которых им вскоре предстоит играть. Программка на кровати представляет актёров и помогает зрителю идентифицировать изображенные фигуры: Диана, Флора, Юнона, Ночь, Сирена, Аврора, Орел, Купидон, два Дьявола, Призрак и слуги.
Как и на других гравюрах Хогарта, таких как «Саутуоркская ярмарка» и «Разгневанный музыкант», в центре внимания находится красивая женщина — в данном случае Диана, узнаваемая по её головному убору в виде полумесяца, практикующая свою позу. Она подражает Диане Версальской, но выглядит глупо, поскольку у неё нет ни колчана, ни стрел. Её нижняя юбка с фижмами упала до ног, обнажая бедра, а глубокий вырез рубашки открывает её грудь; она — все, что угодно, только не целомудренная богиня. Она принимает внимание зрителя легкой улыбкой. Слева от неё Флора посыпает волосы мукотрясом перед разбитым зеркалом, подпертым свечой, в попытке подготовить себя к роли богини плодородия.
Купидон «парит» над ними с помощью лестницы, принося два чулка для Аполлона, опознаваемого по солнцу на голове, который указывает с помощью лука их место повешения на облаке под драконом. Рядом с актрисой, играющей Диану, двое детей, одетых как дьяволы, наливают себе кружку пива, оставленную на алтаре, как жертвоприношение. Женщина рядом с ними (возможно, их мать) шокирована их поведением, но у неё руки заняты, помогая «призраку» пускать кровь из хвоста кота. Как и многие коты Хогарта, этот пожинает плоды жизни аутсайдера. В старой бабушкиной сказке того времени утверждалось, что для того, чтобы оправиться от неудачного падения, нужно высосать кровь из только что ампутированного хвоста кота. Здесь коту навязывают роль так же, как актрисы исполняют неподходящие роли.
Над женщинами в этом углу лицо смотрит вниз через отверстие в крыше амбара. Здесь простой смертный смотрит на богов с небес, а не наоборот. Он исполняет роль Актеона, который случайно увидел Диану нагой и в наказание был превращен в оленя и разорван на части собственными гончими. Однако здесь осмотр Дианы намеренный. Справа на переднем плане Юнона репетирует свои реплики, в то время как Ночь, узнаваемая по её звездно-полосатому головному убору, штопает дырку в своем чулке.
Перед Ночью и Юноной находится трактовка Хогартом vanitas, но здесь символы смерти заменены комическими фигурами: обезьяна в плаще мочится в шлем; один котенок играет с шаром, а другой — с арфой; сумки и кофейники разбросаны по столу. Обезьяна и котята, по-видимому, исполняют роли обслуживающего персонала, упомянутые в программке; их игра в качестве человека служит для того, чтобы ещё больше подчеркнуть разницу между игрой и реальностью.
Слева от картины Ганимед, ещё не полностью одетый, принимает глоток джина, чтобы облегчить боль от зубной боли от Сирены, которую сопровождает Аврора, опознаваемая по утренней звезде на её головном уборе. На переднем плане женщина, одетая как орел Юпитера, кормит своего ребёнка; еда покоится на короне с небольшой сложенной бумагой с названием «Закон против бродячих актёров». Рядом с ней на маленькой кровати рядом с программкой, которая опасно скользит к ночному горшку, лежат штаны Ганимеда.
Хорас Уолпол (сын Роберта Уолпола, первого лорда казначейства, который провел Закон о лицензировании) оценил «Странствующих актрис» как величайшее произведение Хогарта «за остроумие и воображение, без какой-либо другой цели», но Чарльз Лэм нашел, что персонажам не хватает выразительности, хотя и признал изображение их деятельности и товарищества.
Гравюра была впервые опубликована 25 марта 1738 года вместе с «Четырьмя временами дня». Оригинальная картина была продана на аукционе вместе с картинами для гравюрных циклов: «Карьера проститутки», «Похождения повесы» и «Четыре времени дня» в январе 1745 года, но была уничтожена во время пожара в Литтлтон-хаусе около Стейнса в 1874 году.

## Музейные коллекции
- Метрополитен-музей. (Нью-Йорк)[7].
- Чикагский институт искусств. (Чикаго)[8]
- Королевская академия художеств. (Лондон)[9].
- Художественный музей Принстонского университета. (Принстон)[10].
- Национальная галерея искусства. (Вашингтон)[11].
- Музей изящных искусств. (Хьюстон)[12].
- Британский музей. (Лондон)[13].
- Wellcome Collection. (Лондон).
- Йельский центр британского искусства. (Йельский университет).
- Израильский музей. (Иерусалим).